# NGC 1692
NGC 1692 (другие обозначения — ESO 552-21, MCG -3-13-29, NPM1G -20.0184, A 0453-20, PGC 16336) — линзообразная галактика (S0) в созвездии Эридан.
Этот объект входит в число перечисленных в оригинальной редакции «Нового общего каталога».
Галактика обладает активным ядром.источником которого является сверхмассивная черная дыра Также по инфракрасным данным установлено наличие вспышки звездообразования и по эмиссионным спектрам молодого звездного населения.
Галактика имеет сильное радиоизлучение.  Она была классифицирован как источник с «диффузным и аморфным радиоизлучением. Однако по классификации Фанарова-Райли NGC1692 относится к радиогалактикам типа FR II. Наблюдается асимметричный поток с преобладающим излучением с одной стороны,.